# Babyteeth
Babyteeth – debiutancki mini-album grupy Therapy? wydany 15 lipca 1991 roku przez wytwórnię Wiiija Records. Utwory 1 i 3 zostały nagrane w styczniu 1990 roku, natomiast następne zarejestrowano później tego samego roku, w Homestead Studio w Randalstown (Irlandia Północna). Album zajmował pierwszą pozycję zarówno w brytyjskich, jak w irlandzkich notowaniach muzyki indie.
Do utworów „Meat Abstract” i „Innocent X” nakręcono teledyski.

## Oryginalna lista utworów
| Nr | Tytuł utworu          | Długość |
| -- | --------------------- | ------- |
| 1. | „Meat Abstract”       | 3:46    |
| 2. | „Skyward”             | 2:39    |
| 3. | „Punishment Kiss”     | 4:41    |
| 4. | „Animal Bones”        | 3:39    |
| 5. | „Loser Cop”           | 3:26    |
| 6. | „Innocent X”          | 4:00    |
| 7. | „Dancin’ with Manson” | 5:24    |
|    |                       | 27:35   |

## Twórcy
- Andy Cairns – wokal, gitara
- Fyfe Ewing – perkusja, wokal
- Michael McKeegan – gitara basowa
- Keith Thompson – saksofon w utworze "Loser Cop"

- Mudd Wallace i Therapy? – produkcja
- George Henry Smyth – okładka